# Люка (река)
Люка (Луку) — река на Южному берегу Крыма, правый приток реки Бабу длиной 2 километра.
В книге «Обзор речных долин горной части Крыма» Николая Васильевича Рухлова, вышедшей в 1915 году, утверждалось, что Люка, сливаясь с ручьём Камыдерек, или Суат-Лар, образует речку Сиамис, которая и впадает в Дерекойку, иногда эта версия встречалась и в более позднее время). Исток реки находится в котловине перевала Лапата-Богаз, между отрогами Ялтинской яйлы Кизил-Кая с запада и Биюк-Лапата — с востока. Высоту истока Николай Рухлов определял в 220 саженей (приблизительно 469 м). Река течёт по узкому крутому ущелью (угол падения до 40°), известному водопадами Люка, которых краеведы насчитывают от 4 до 9. Пересыхающий ручей Камдерек, также известный водопадами, принято считать левым притоком Люки. Люка впадает в Бабу у южного портала водоводного туннеля Счастливое — Ялта.